# أمين الدين الأقصرائي
يحيى بن محمد بن إبراهيم، أبو زكريا، أمين الدين الأقصرائي (797 هـ - 880 هـ / 1397 - 1475م)، عالم من علماء الحنفية، انتهت إليه رئاسة الحنفية في زمانه، وهو تركي الأصل من بلدة أقصرا (آق سراي) كان مولده ووفاته بالقاهرة.
أقرأ الأقصرائي وأفتى وكان من تلاميذه السخاوي المؤرخ فخرج له من مروياته «أربعين حديثا عن أربعين شيخا» حدث بها الاقصرائي غير مرة، و«فهرستا».